# Новый союз (социал-либералы)
Новый союз (социал-либералы) (лит. Naujoji sąjunga (socialliberalai)) — политическая партия социал-либеральной ориентации в Литве. Основатель и лидер партии — Артурас Паулаускас.
25 апреля 1998 года, во время проведения учредительного съезда партии, Паулаускас был избран руководителем Нового союза; в 2002 году был переизбран. В 2008 году Паулаускас заявил о намерении покинуть пост руководителя партии, однако в настоящий момент[уточнить] он остаётся в должности.
По итогам парламентских выборов 2000 года партия получила 288 895 (19,64 %) голосов и 28 мандатов, на выборах 2004 года партия выступила в коалиции с Социал-демократической партией Литвы и получила 11 депутатских мандатов. В 2000-08 партия участвовала в правительствах, а Паулаускас в 2000-06 занимал должность спикера Сейма с небольшим перерывом в апреле-июле 2004 года, когда Паулаускас после вынесения импичмента Роландасу Паксасу исполнял обязанности президента Литвы. В 2006 году Паулаускас был вынужден уйти в отставку из-за злоупотреблений в его канцелярии, что негативно отразилось на популярности его партии. На парламентских выборах 2008 года партия собрала 44 935 (3,64 %) голосов, не сумев преодолеть пятипроцентный барьер. В то же время, партии удалось провести в Сейм одного депутата по одномандатному округу.
Партия ни разу не была представлена в Европарламенте — на выборах 2004 года она получила 58 527 (4,85 %) голосов и ни одного депутатского мандата, в выборах 2009 года она не участвовала.